# 조희련
조희련(曹禧連, 1887년 ~ ?)은 일제강점기의 교육인 출신 관료이다.

## 생애
출신지는 평안북도 태천군이다. 경성부에 유학하여 경성고등보통학교 부설 교원양성소를 1912년에 졸업하였다.
학교 졸업 후 훈도로 근무하다가 1914년에 조선인 판임문관시험에 합격하여 조선총독부 군서기로 임명되면서 관리로 전직했다. 고향인 태천군과 의주군 서기를 거쳐 창성군 재무계 주임을 지내다가 1925년에 총독부 군수로 승진했다.
이후 평안북도 철산군과 삭주군, 선천군, 의주군 군수를 차례로 지냈다. 군수로 재직하던 1935년에 총독부가 편찬한 《조선공로자명감》에 조선인 공로자 353명 중 한 명으로 수록되어 있다. 1933년 훈6등 서보장을 수여받는 등 1935년을 기준으로 종6위 훈6등에 서위되어 있었다.
《조선인사흥신록》에는 “명민한 두뇌와 탁월한 수완의 소유자”라고 적혀 있으며, “교육계에 들어간 이후 이미 25년 동안 원숙한 인격과 빼어난 수완을 가지고 부하들을 잘 통제하였다”라는 인물평이 실려 있다.
2008년 공개된 민족문제연구소의 친일인명사전 수록예정자 명단의 관료 부문에 포함되었다.

## 참고자료
- 조희련(曺禧連) - 국사편찬위원회